# 무웅
무웅(Moowoong, 본명: 정무웅, 1983년 4월 6일~)은 대한민국의 힙합 듀오 배치기의 래퍼이며, 탁과 같은 배치기의 구성원이었다. 데뷔 이래로 오랫동안 힙합 레이블 스나이퍼 사운드의 소속이면서 크루 Buddha Baby의 구성원이기도 하였으나, 2012년에 탈퇴하였다. 그 이후에는 YMC 엔터테인먼트 소속이었으나 2017년 YMC 엔터테인먼트와 계약 종료되어 2018년, 무소속으로 활동 중이다. 아버지인 정명연 씨는 서울방송고등학교의 전직 교장이었다.

## 학력
- 서울고덕초등학교 (졸업)
- 서울고덕중학교 (졸업)
- 서울광문고등학교 (졸업)
- 명지대학교 기계공학과 (학사)

## 경력
무웅은 1998년 중학교 3학년 때 《1999 대한민국》 앨범을 시작으로 힙합에 관심을 갖다가 2pac, Wu Tang Clan 등을 접하면서 힙합 음악에 대해 빠져들게 되었다. 그 관심은 커져, 1999년 Zenio7이란 이름으로 TakTak36, Psyops, Peda와 함께 배치기를 결성하는 것으로 힙합 가수 활동을 시작하였다. 배치기는 활동 중 2000년 어느 클럽 공연에서 우연히 MC 스나이퍼를 만나 인연을 쌓게 되었고, 자연스럽게 Buddha Baby 크루의 창립 멤버가 되었다. 이들은 이후 앨범을 준비하게 되었고, 우여곡절 끝에 멤버는 2인조로 재정비된 배치기는 2005년 첫 앨범을 발매하였다. 그때 Zenio7은 무웅이란 이름으로 개명하였다.
4년간 세 장의 앨범을 내면서 활동해온 배치기는 탁이 2009년 4월 강동구청에서 공익근무를 시작하면서 활동이 중단되었으며, 무웅은 얼마 안 가 9월에 근무를 시작하였으며, 그의 입소 날짜에 맞춰 디지털 싱글이 하나 더 발표되었다. 2012년 제대 후 다시 배치기의 멤버로 4집을 내며 활동하였으며, 2013년 11월 2일에는 일반인 여자친구와 4년 교제 끝에 결혼식을 올렸다.

## 피쳐링 활동
배치기로 참여한 것은 제외
- 2007년 지도 밖으로의 행군 (feat. 무웅, Skul1 of Stony Skunk) - MC 스나이퍼
- 2007년 쩐 (feat. 무웅) - 아웃사이더
- 2009년 피에로의 눈물 (feat. 무웅) - 아웃사이더
- 2009년 주파수를 맞춰라 (feat. 무웅, 상추 of 마이티마우스) - ICON
- 2012년 She is Smiling (feat. 무웅) - 루드페이퍼
- 2013년 너의 결혼식 (feat. 무웅) - 콜라보이스
- 2013년 낯선 천장 (feat. 무웅) - 계범주

## 스타일
무웅은 배치기에서 비교적 로우톤의 보통 빠르기의 랩으로 탁과 대비되는 플로우를 구사해왔다. 1집 활동 당시, 그는 Wu Tang Clan의 Method Man의 목소리를 동경하여 로우톤의 목소리를 만들어냈다고 말한 바 있다. 당시까지만 해도 완전히 랩이었던 그의 스타일이 2집 들어와서는 일부, 그리고 3집을 내는 과정에서는 거의 멜로디 랩으로 바뀌게 되는데, 이에 대해 무웅은 스스로의 랩에 단조로움을 느껴 변화를 줄 방법을 모색하다가, 당시 접한 레게나 소울 음악이 자신과 맞는 것을 느꼈고 "그러면서 보컬 측면에 욕심이 너무 많아졌다"고 답하였다. 덧붙여 "랩하고 있지만, 저는 진짜 랩에 대한 흥미가 많이 줄어들었다. 정말 줄어들어서 100% 랩만 하는 것은 정말 못하겠다"고 말하여 앞으로 랩만을 선보이는 일은 없을 가능성이 크다는 것을 시사하였다. 3집 이후로 그의 랩은 스나이퍼 사운드 컴필레이션 One Nation 앨범 수록곡 Under Kids에서 짤막하게나마 들어볼 수 있다.